# Abraham Niyonkuru
Abraham Niyonkuru (geb. 26. Dezember 1989 in Mwaro) ist ein ehemaliger burundischer Leichtathlet, der sich auf Marathonlauf, 10.000-Meter-Lauf und Crosslauf spezialisiert hatte. Niyonkuru trat bei den Olympischen Sommerspielen 2016 in Rio de Janeiro an. Außerdem nahm er an Leichtathletik-U20-Weltmeisterschaften, zwei Crosslauf-Weltmeisterschaften, einem Jeux de la Francophonie, einem Militärweltmeisterschaft und dem Auray–Vannes Halbmarathon teil.

## Sport
Niyonkuru gab sein internationales Debüt bei den Crosslauf-Weltmeisterschaften 2005, wo er mit einer Zeit von 25:32 min in seiner Altersklasse auf Rang 33 (von 133 Athleten) lief. Bei den 2005 Jeux de la Francophonie in Niamey trat Niyonkuru im 10.000-Meter-Lauf an. Niyonkuru wurde vierter mit einer Zeit von 29:18,08 min, nur 0,03 s hinter dem Silbermedaillengewinner, dem Marokkaner Abderrahim Goumri. Als Nächstes bestritt Niyonkuru die Leichtathletik-U20-Weltmeisterschaften 2006. Er erreichte im 10.000-Meter-Lauf mit 28:59,92 min den fünften Platz.
2007 nahm Niyonkuru an den Crosslauf-Weltmeisterschaften 2007 im Juniorenrennen teil. Er belegte mit einer Zeit von 24:56 min den 13. Platz.
Bei den Militär-Leichtathletik-Weltmeisterschaften 2009 gewann Niyonkuru die Silbermedaille über 10.000 Meter.
Niyonkuru gewann den Halbmarathon Auray-Vannes 2015 in einer Zeit von 1:03:20 h. Bei den Olympischen Spielen 2016 bestritt Niyonkuru den Marathon am 21. August 2016, erreichte jedoch nicht das Ziel. 2017 trat er bei den Leichtathletik-Weltmeisterschaften 2017 in London an und erreichte im Marathon Rang 71 in einer Zeit von 2:42:27 h.